# Bellingham (Massachusetts)
Bellingham é uma cidade no condado de Norfolk, Massachusetts, Estados Unidos. A população era de 4.652 pessoas no censo de 2018.

## Geografia
Bellingham encontra-se localizado nas coordenadas 42° 04′ 36″ N, 71° 28′ 28″ O. Segundo a Departamento do Censo dos Estados Unidos, Bellingham tem uma superfície total de 48.95 km², da qual 47.52 km² correspondem a terra firme e (2.91%) 1.42 km² é água.

## Demografia
Segundo o censo de 2010, tinha 16.332 pessoas residindo em Bellingham. A densidade populacional era de 333,66 hab./km². Dos 16.332 habitantes, Bellingham estava composto pelo 93.31% brancos, o 1.44% eram afroamericanos, o 0.08% eram amerindios, o 2.91% eram asiáticos, o 0.02% eram insulares do Pacífico, o 0.88% eram de outras raças e o 1.36% pertenciam a duas ou mais raças. Do total da população o 2.5% eram hispanos ou latinos de qualquer raça.